# Municipio de Pineville Lanagan
El municipio de Pineville Lanagan (en inglés: Pineville Lanagan Township) es un municipio ubicado en el condado de McDonald en el estado estadounidense de Misuri. En el año 2010 tenía una población de 734 habitantes y una densidad poblacional de 32,15 personas por km².

## Geografía
El municipio de Pineville Lanagan se encuentra ubicado en las coordenadas 36°35′57″N 94°27′27″O / 36.59917, -94.45750. Según la Oficina del Censo de los Estados Unidos, el municipio tiene una superficie total de 22.83 km², de la cual 22,83 km² corresponden a tierra firme y (0 %) 0 km² es agua.

## Demografía
Según el censo de 2010, había 734 personas residiendo en el municipio de Pineville Lanagan. La densidad de población era de 32,15 hab./km². De los 734 habitantes, el municipio de Pineville Lanagan estaba compuesto por el 83,38 % blancos, el 0,41 % eran afroamericanos, el 4,22 % eran amerindios, el 0,27 % eran isleños del Pacífico, el 3,41 % eran de otras razas y el 8,31 % eran de una mezcla de razas. Del total de la población el 8,58 % eran hispanos o latinos de cualquier raza.